# Maman par intérim
Maman par intérim (Three Weeks, Three Kids) est un téléfilm américain réalisé par Mark Jean, diffusé le 7 mai 2011 sur Hallmark Channel.

## Synopsis
Jennifer est une jeune graphiste. Son directeur lui propose de devenir actionnaire de la société et son petit ami évoque le mariage, mais la perspective de s'engager l'effraie. Sa sœur, Mandy, doit partir en lune de miel tardive avec son mari, Brian, avec qui elle a trois enfants. Ce sont les parents de Mandy et Jennifer qui doivent garder les trois enfants. Mais leur mère, Kathryn, appelle Mandy pour la prévenir qu'ils doivent reporter leur départ à cause d'une blessure à la hanche de leur père, Russell. Malgré les réticences de Mandy, c'est donc Jennifer qui va garder les enfants jusqu'à ce que leurs grands-parents arrivent. 

## Fiche technique
- Titre original : Three Weeks, Three Kids
- Réalisation : Mark Jean
- Scénario : J.B. White et Jean Abounader
- Musique : Lawrence Shragge
- Pays : États-Unis
- Durée : 100 minutes
- 1re diffusion en France : 16 avril 2012 sur TF1

## Distribution
- Anna Chlumsky (VF : Sandra Valentin) : Jennifer Mills
- Warren Christie (VF : Stéphane Pouplard) : Will Johnson
- Chelah Horsdal (VF : Laurence Breheret) : Mandy Norton
- Tiera Skovbye (VF : Leslie Lipkins) : Alice Norton
- Sydney Stamler : Flo Norton
- Jakob Davies : Miles Norton
- William deVry (en) (VF : Laurent Mantel) : Brian Norton
- Susan Hogan : Kathryn Mills
- Kevin McNulty : Russell Mills
- Garry Chalk : Charlie Marshall
- Jesse Hutch (VF : Jonathan Amram) : Quinn Richards
- Ecstasia Sanders (en) : Sarah Christie
- Peter-John Prinsloo (en) : Peter Longden
- Hazel Atkins (VF : Lou Dubernat) : Erika
- Edward Ruttle : Sean
- Darien Provost : Toby